# Newcastle, Nebraska
Newcastle är en ort i Dixon County i delstaten Nebraska, USA.